# Ulcinj
Ulcinj (em albanês Ulqini, em latim Olcinium, em italiano Dulcigno e em turco Ülgün) é um município de Montenegro. 

## Principais localidades
- Ulcinj - Capital
- Sveti Đorđe
- Ambula
- Mide
- Sukobin

## Demografia
De acordo com o censo de 2003 a população do município era composta de:
- Albaneses (78,17%)
- Montenegrinos (9,54%)
- Sérvios (5,75%)
- Muçulmanos por nacionalidade (2,62%)
- Bósnios (1,13%)
- Croatas (0,26%)
- outros (1,15%)
- não declarados (1,38%)